# 2. Panzer-Division (Japanisches Kaiserreich)
Die 2. Panzer-Division (jap. 戦車第2師団, Sensha Dai-ni Shidan) war eine Panzerdivision des Kaiserlich Japanischen Heeres, die 1942 aufgestellt und 1945 aufgelöst wurde. Ihr Tsūshōgō-Code (militärischer Tarnname) war Geki (jap. 撃, „Angriff“).

## Allgemeine Daten
Die 2. Panzer-Division war, neben der 1., 3. und 4., eine der Panzer-Divisionen, die zwischen 1942 und 1944 aufgestellt wurden. Das Hauptquartier der Panzer-Division lag zunächst in Mudanjiang, Mandschurei und wurde 1945 nach Tokio verlegt.

## Geschichte der Einheit
Die Panzer-Division wurde im März 1942 unter dem Kommando von Generalleutnant Okada Tasuku aufgestellt und bestand zunächst aus der 3. Panzer-Brigade (6. und 7. Panzer-Regiment) und der 4. Panzer-Brigade (10. und 11. Panzer-Regiment), sowie dem 2. Motorisierten Infanterie-Regiment, dem 2. Motorisierten Artillerie-Regiment und weiteren kleineren Einheiten. Die Division unterstand der 1. Regionalarmee und war in der Mandschurei eingesetzt, um potenziellen Angriffen der Sowjetunion begegnen zu können.
Das 6. Panzer-Regiment nahm 1941/42 unter der 25. Armee an der japanischen Invasion der Malaiischen Halbinsel und der Schlacht um Singapur teil. Das Regiment wurde von Oberst Kawamura befehligt, der zwölf leichte Panzer Typ 95 Ha-Gō und 25 der mittleren Panzer Typ 97 Chi-Ha befehligte. Die Commonwealth-Truppen konnten den Panzerangriffen nichts entgegensetzen und so durchdrangen die Japaner eine Verteidigungsstellung nach der anderen.
Im Juli 1944 wurde die 2. Panzer-Division der 14. Regionalarmee auf den Philippinen unterstellt. Dort kam es ab Oktober 1944 zu Kämpfen mit US-amerikanischen und philippinischen Truppen im Zuge der Rückeroberung der Philippinen, in deren Folge die 2. Panzer-Division vollständig vernichtet wurde.
Mitte 1945 wurde die 2. Panzer-Division in Japan erneut aufgestellt und das 11. Panzer-Regiment wurde auf die Kurilen-Insel Paramuschir beordert. Am 18. August 1945 kam es zur sowjetischen Invasion der Kurilengruppe, in der das 11. Panzer-Regiment erneut vernichtet wurde.
Im September 1945 wurde die 2. Panzer-Division aufgelöst.

## Gliederung
Aufstellung im März 1942 wie folgt:
- 2. Panzer-Division Hauptquartier
  - 3. Panzer-Brigade
    - 6. Panzer-Regiment
    - 7. Panzer-Regiment

  - 4. Panzer-Brigade
    - 10. Panzer-Regiment
    - 11. Panzer-Regiment

  - 2. Motorisiertes Infanterie-Regiment
  - 2. Motorisiertes Artillerie-Regiment
  - 2. Flak Einheit
  - 2. Panzer-Aufklärungs-Einheit
  - 2. Motorisierte Panzerabwehr-Einheit
  - 2. Panzer-Pionier-Einheit
  - 2. Panzer-Transport-Einheit
  - 2. Panzer-Wartungs-Einheit
  - Panzer-Fernmelde-Trainings-Einheit

## Kommandeure
|    | Name                              | Von                | Bis                |
| -- | --------------------------------- | ------------------ | ------------------ |
| 1. | Generalleutnant Okada Tasuku      | 20. September 1942 | 7. Dezember 1943   |
| 2. | Generalleutnant Iwanaka Yoshiharu | 27. Dezember 1943  | 30. September 1945 |